# منتخب الأوروغواي تحت 20 سنة لكرة القدم
منتخب الأوروغواي تحت 20 سنة لكرة القدم (بالإسبانية: Selección de fútbol sub-20 de Uruguay)‏ هو ممثل الأوروغواي الرسمي في المنافسات الدولية في كرة القدم في فئة كرة قدم تحت 20 سنة للرجال.